# 和歌山県医師信用組合
和歌山県医師信用組合（わかやまけんいししんようくみあい）は、和歌山県和歌山市に本店を置く、県内で唯一の信用組合。1964年4月設立。和歌山県内の医師や医療機関を対象とする職域信用組合である。